# C'est la vie (låt av Claude)
C'est la vie är en låt framförd av den nederländske sångaren Claude. Låten, som är skriven av Claude tillsammans med Arno Krabman, Joren van der Voort och Léon Paul Palmen, representerade Nederländerna i Eurovision Song Contest 2025 i Basel i Schweiz där den slutade på en tolfte plats. Låten nådde en andraplats på den nederländska topplistan.